# Schatvinding
Schatvinding is een term uit het Nederlands civiel recht.
Ingevolge artikel 5:20 van het Nederlands Burgerlijk Wetboek wordt de eigenaar van de grond, de eigenaar van onder andere de gebouwen die op de grond zijn gebouwd. Dit impliceert dat alles wat duurzaam met de grond is bevestigd, eigendom wordt van de eigenaar van de grond. Indien de eigenaar besluit te graven in zijn grond en vervolgens een voorwerp aantreft, heeft de eigenaar het recht zich dit voorwerp toe te eigenen. Indien in een later stadium blijkt dat er sprake is van een voorwerp van grote waarde, is er ingevolge artikel 5:13 van het Burgerlijk Wetboek sprake van schatvinding. Gelet op artikel 5:13 lid 3 van het Burgerlijk Wetboek is de schatvinder verplicht melding te doen van hetgeen hij gevonden heeft.